# Luigi Pareyson
Luigi Pareyson (Piasco, 4 de febrero de 1918 – Rapallo, 8 de septiembre de 1991) fue un filósofo italiano. 

## Biografía
Estudió filosofía en la Universidad de Turín, licenciándose en 1939. Después de haber estudiado en Alemania con Karl Jaspers, enseñó filosofía en el liceo clásico de Cuneo, y posteriormente en varias universidades, obteniendo en 1952 la cátedra de estética de la Universidad de Turín. Fue miembro de la Accademia Nazionale dei Lincei, del Institut international de philosophie, y fundador y director de la Rivista di estetica. 
Influido por Croce, Pareyson elaboró en Estética. Teoría de la formatividad (1954) una estética hermenéutica, donde el arte es interpretación de la verdad. Para Pareyson, el arte es “formativo”, es decir, expresa una forma de hacer que, “a la vez que hace, inventa el modo de hacer”. En otras palabras, no se basa en reglas fijas, sino que las define conforme se elabora la obra y las proyecta en el momento de realizarla. Así, en la formatividad la obra de arte no es un “resultado”, sino un “logro”, donde la obra ha encontrado la regla que la define específicamente. El arte es toda aquella actividad que busca un fin sin medios específicos, debiendo hallar para su realización un proceso creativo e innovador que dé resultados originales de carácter inventivo. Pareyson influyó en la denominada Escuela de Turín, que desarrollará su concepto ontológico, siendo sus principales discípulos Umberto Eco y Gianni Vattimo.
También dedicó su obra a la filosofía de la religión (La filosofia e il problema del male, 1986) y la filosofía de la libertad (Ontología della libertà, 1995).

## Obras
- La filosofia dell'esistenza e Karl Jaspers, Nápoles: Loffredo, 1940
- Studi sull'esistenzialismo, Florencia: Sansoni, 1943
- Esistenza e persona, Turín: Taylor, 1950
- L'estetica dell'idealismo tedesco, Turín: Edizioni di «Filosofia», 1950
- Fichte, Turín: Edizioni di «Filosofia», 1950
- Estetica. Teoria della formatività, Turín: Edizioni di «Filosofia», 1954
- Teoria dell'arte, Milán: Marzorati, 1965
- I problemi dell'estetica, Milán: Marzorati, 1966
- Conversazioni di estetica, Milán: Mursia, 1966
- Il pensiero etico di Dostoevskij, Turín: Einaudi, 1967
- Verità e interpretazione, Milán: Mursia, 1971
- L'esperienza artistica, Milán: Marzorati, 1974
- Federico Guglielmo Schelling, in Grande antologia filosofica, vol. XVIII, Milán: Marzorati, 1971, 1-340
- Dostoevskij: filosofia, romanzo ed esperienza religiosa, 1976; Turín: Einaudi, 1993
- La filosofia e il problema del male, "Annuario filosofico" 2 (1986) 7-69
- Filosofia dell'interpretazione, Turín: Rosenberg & Sellier, 1988
- Filosofia della libertà, Génova: Il Melangolo, 1989
- Ontologia della libertà. Il male e la sofferenza, Turín: Einaudi, 1995 (póstumo).

### Ediciones en español
- Luigi Pareyson (2009). Dostoievski: filosofía, novela y experiencia religiosa. Encuentro. ISBN 9788474908909.
- Luigi Pareyson (1988). Conversaciones de estética. Antonio Machado. ISBN 9788477740100.